# Light of the Moon
Light of the moon est le deuxième album du duo vocal The Pierces.

## Liste des morceaux
1. The Space Song – 4:30
2. Tonight – 4:18
3. Save Me – 4:01
4. Patience – 3:52
5. A Way To Us – 3:30
6. Louisa – 4:07
7. Give It All Back – 4:51
8. Beautiful Thing – 3:46
9. You're Right – 3:12
10. I Don't Mind – 4:15
11. I Should've Known – 3:56